# Boston, Texas
Boston (cunoscut mai ales sub numele Old Boston) este localitate neîncorporată și sediul comitatului Bowie, statul  Texas,  Statele Unite ale Americii.  Boston este parte a zonei metropolitane Texarcana, TX–Texarcana, AR Texarkana, care se întinde pe teritoriul a două state, Texas și  Arkansas.  Cele două prefixe telefonice folosite local sunt 430 și 903, codul său poștal este 75570.  Localitatea, care este situată în zona de fus orar numit Central Standard Time, avea o populație de doar 200 de locuitori conform recensământului din 1990.

## Istorie
Înainte de 1890, Texarkana a fost sediul comitatului Bowie, după care s-a decis, în urma unor alegeri, ca să se găsească un loc mai bine plasat pentru curtea de justiție a comitatului. Locul, aflat relativ central în comitat a fost ales, și odată cu constriurea tribunalului comitatului, localitatea Boston a fost creată. În anul 1986, o nouă curte de justiție a fost construită în New Boston, în imediata apropiere, la nord de Boston, care a continuat să fie sediul comitatului.